# Mike Ryan
Mike Ryan (Dublin, 14 de fevereiro de 1935 – Seattle, 20 de novembro de 2012) foi um metalúrgico e ex-treinador de futebol, nascido em Dublin na Irlanda. Ryan foi o primeiro técnico da seleção norte-americana de futebol feminino. Ele reuniu e dirigiu o primeiro grupo de jogadoras americanas a representar os Estados Unidos em um torneio oficial de futebol feminino. O torneio em questão, ocorreu na Itália em 1985, onde as americanas jogaram seu primeiro jogo oficial em 18 de agosto de 1985. Antes de dirigir a seleção feminina, Ryan dirigiu o time de futebol masculino da Universidade de Washington entre 1966 e 1976. Ele encerrou sua carreira na "Nathan Hale High School" em Seattle em 2012, após 60 anos de carreira. Em 20 de novembro de 2012, Ryan faleceu aos 77 anos de idade.